# Rinário

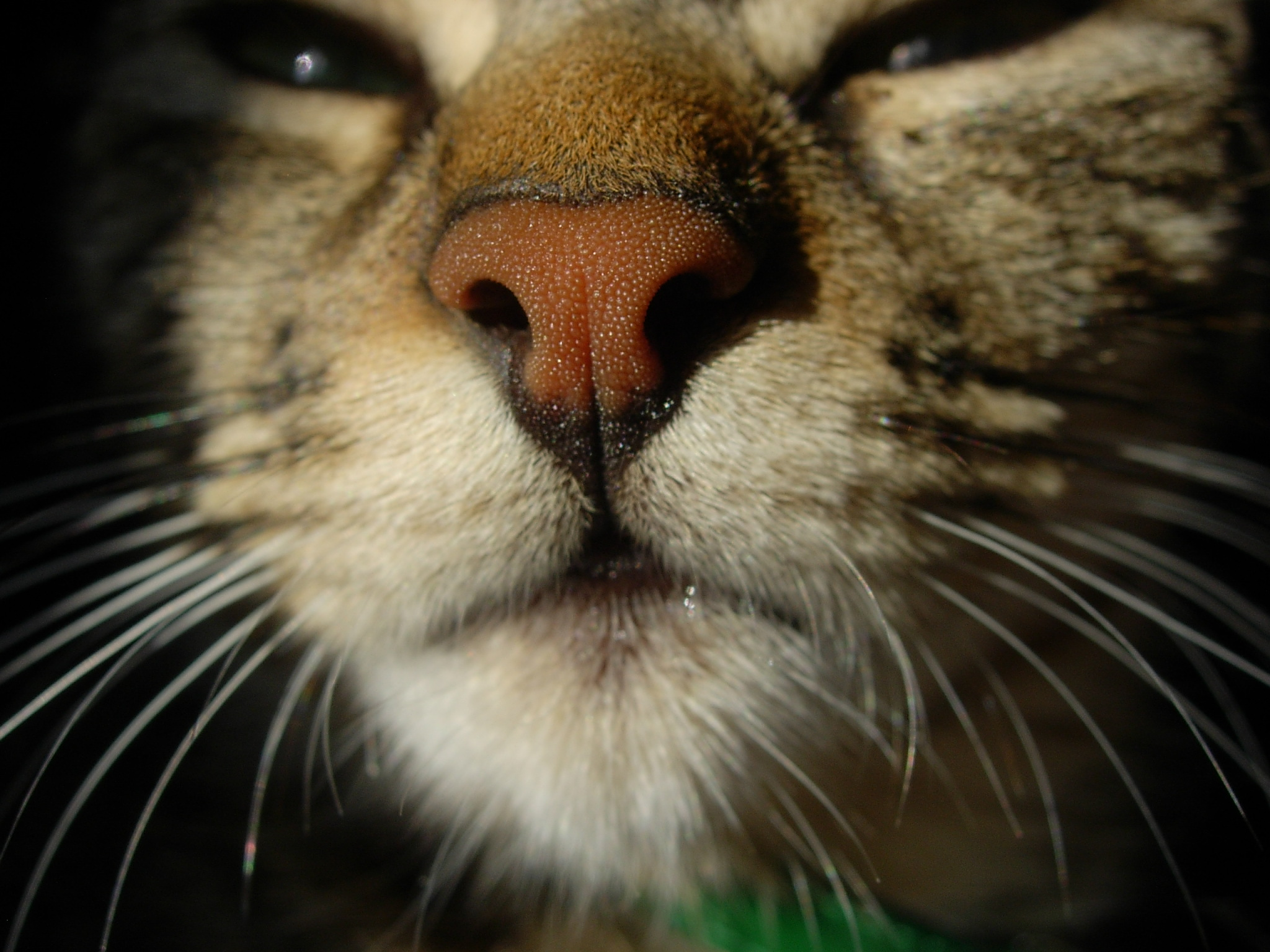
O rinário é presente em muitos mamíferos, como o gato.

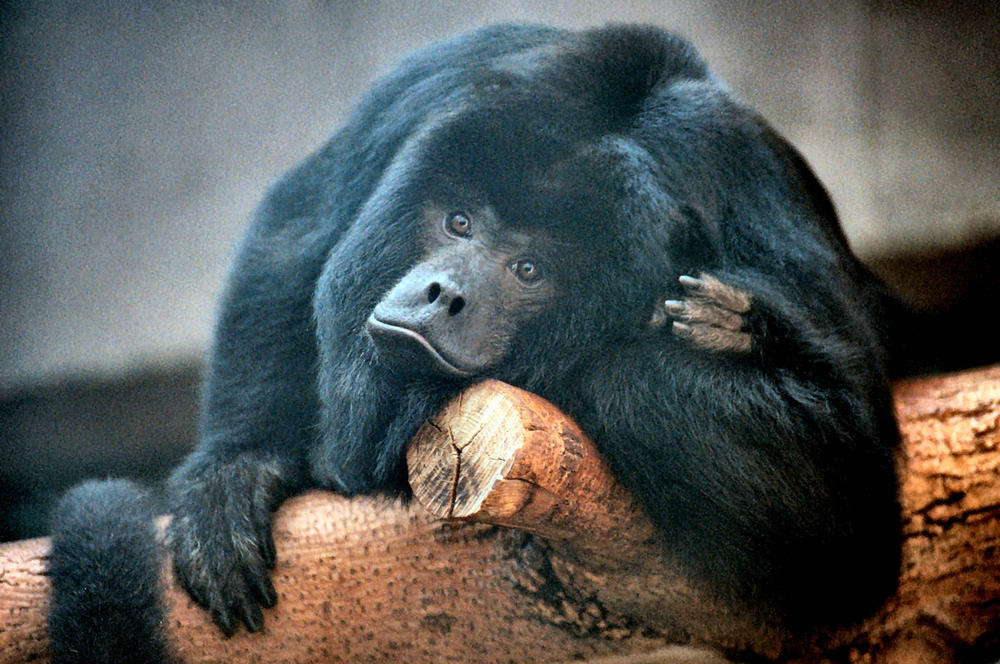
Bugios são exemplos de animais sem rinário.

O rinário é a superfície nua e úmida ao redor das narinas no nariz de muitos mamíferos. O sulco localizado no centro desta superfície que alcança a boca, é chamado filtro labial.
Anatomicamente, o rinário é certamente parte do sistema olfatório. Se evoluiu do ou se é parte do sistema olfatório principal, que percebe cheiros ambientais, ou do sistema olfatório acessório, que percebe odorantes a partir de soluções aquosas, é questão de debate. Ankon-Simons acredita que o rinário é uma extensão do epitélio olfatório localizado dentro das narinas. Se está interpretação é correta, o rinário é parte do sistema olfatório principal. Em oposição a esse ponto de vista, o filtro labial continua através de um entalhe no lábio superior, formando uma fresta entre os primeiros incisivos e a pré-maxila, ao longo da linha média do sulco do palato, formando um canal que se conecta ao órgão vomeronasal, parte do sistema olfatório acessório. Se por um lado, o muco possui moléculas odoríferas presas, por outro lado, pode ser um remanescente de um sistema fluido de detecção de feromônios. O rinário é tipicamente enrugado, mas não possui receptores sensoriais e nem um caminho direto para o sistema olfatório principal.